# パラダイス銀河
「パラダイス銀河」（パラダイスぎんが）は、日本の男性アイドルグループである光GENJIの楽曲。同グループの3枚目のシングルとして、1988年3月9日にポニーキャニオンからリリースされた。

## 背景
前作「ガラスの十代」から4か月ぶりとなるシングルで、デビュー曲「STAR LIGHT」、2ndシングル「ガラスの十代」に続き、飛鳥涼（現・ASKA）が作詞と作曲を担当した。
同年に放送された『第39回NHK紅白歌合戦』では「光GENJI'88メドレー」のうちの1曲として歌唱した。
翌1989年には、第61回選抜高等学校野球大会の選抜高等学校野球大会入場行進曲に採用された。また、シングル発売から35年以上経過した現在も、高校野球の応援歌として定番の楽曲である。
オリックス・バファローズの若月健矢捕手の登場曲として、2020年まで使用された。

### 版権について
当時、チャゲ&飛鳥（現・CHAGE and ASKA）による光GENJIへの楽曲提供は本作を以て一時中断するが、これはジャニーズ事務所とヤマハ音楽振興会（以下、ヤマハ。当時のチャゲ&飛鳥の所属事務所）の間で版権の帰属を巡り対立が生じた事が一因とされる。
現在は、本作を含むチャゲ&飛鳥提供楽曲の版権はヤマハとロックダムアーティスツ（現在のCHAGE and ASKAの所属事務所）が共同で保有している。

## 制作
歌詞に出てくる「しゃかりきコロンブス」は、「しゃかりきになって探したって、コロンブスさえも発見することができない夢の島（子供の場所）」を表現したものである。

## 記録
光GENJIのシングルとしては最大のヒット曲で、シングルの売上（出荷）枚数は公称100万枚。

### オリコンチャート
オリコンシングルチャートでは、デビューシングル「STAR LIGHT」と2枚目のシングル「ガラスの十代」の3作連続で1位を獲得した。
発売週の初動売上は、オリコンチャート集計でおよそ34万枚、当時歴代1位の記録となった。同年のオリコン年間シングルチャートでは1位を記録、更に2位・3位も光GENJIの曲となった。1978年のピンク・レディー以来2組目となる、オリコン年間シングルチャートTOP3の独占だった。また7位にも「剣の舞」がチャートインした。

### 『ザ・ベストテン』『歌のトップテン』
TBSの音楽番組『ザ・ベストテン』及び日本テレビの音楽番組『歌のトップテン』の年間チャートでは、2位となった。

### 日本レコード大賞
1988年12月31日には『第30回日本レコード大賞』を受賞した。

### 音楽祭受賞歴
| 年     | 音楽賞                        | 結果                                   | 出典   |
| ------ | ----------------------------- | -------------------------------------- | ------ |
| 1988年 | 第30回日本レコード大賞        | 大賞                                   | [ 11 ] |
| 1988年 | 第30回日本レコード大賞        | 金賞                                   | [ 11 ] |
| 1989年 | 第3回日本ゴールドディスク大賞 | グランプリ・シングル・オブ・ザ・イヤー | [ 12 ] |
| 1989年 | 第3回日本ゴールドディスク大賞 | ベスト5シングル・オブ・ザ・イヤー      | [ 12 ] |

## 収録曲
| 全作詞: 飛鳥涼、全編曲: 佐藤準。 |                    |           |        |      |
| #                                | タイトル           | 作詞      | 作曲   | 時間 |
| 1.                               | 「パラダイス銀河」 | 飛鳥涼    | 飛鳥涼 | 4:47 |
| 2.                               | 「LONG RUN」       | 飛鳥涼    | CHAGE  | 4:50 |
| 合計時間:                        | 合計時間:          | 合計時間: | 9:37   |      |

| 全作詞: 飛鳥涼、全編曲: 佐藤準。 |                                          |           |        |      |
| #                                | タイトル                                 | 作詞      | 作曲   | 時間 |
| 1.                               | 「パラダイス銀河」(歌入り)               | 飛鳥涼    | 飛鳥涼 | 4:47 |
| 2.                               | 「パラダイス銀河」(オリジナル・カラオケ) | 飛鳥涼    |        | 4:47 |
| 3.                               | 「LONG RUN」(歌入り)                     | 飛鳥涼    | CHAGE  | 4:50 |
| 4.                               | 「LONG RUN」(オリジナル・カラオケ)       | 飛鳥涼    |        | 4:50 |
| 合計時間:                        | 合計時間:                                | 合計時間: | 19:14  |      |

## リリース履歴
| 規格            | 発売日       | レーベル         | 品番      |
| --------------- | ------------ | ---------------- | --------- |
| 7インチレコード | 1988年3月9日 | ポニーキャニオン | 7A 0825   |
| CT              | 1988年3月9日 | ポニーキャニオン | 10P 13205 |
| 8cmCD           | 1988年3月9日 | ポニーキャニオン | S10A 0009 |

## ホワイト☆ストームによるカヴァー
2000年代前半頃に北海道で活動していた女性ローカルアイドルグループのホワイト☆ストームが「パラダイス銀河」をカヴァーし、同グループの2枚目のシングルとして、2003年1月1日にシルバーレコードからリリースされた。
グループとしては『セーラー服を脱がさないで』（おニャン子クラブのカヴァー）に続くシングルであったが、これを最後に活動を停止している。

### 収録曲
| #         | タイトル                         | 作詞・作曲 | 編曲         | 時間  |
| --------- | -------------------------------- | ---------- | ------------ | ----- |
| 1.        | 「パラダイス銀河」               | 飛鳥涼     | 見良津健雄   | 4:48  |
| 2.        | 「MY BLUE SKY」                  | 成岡靖之   | 草野よしひろ | 4:06  |
| 3.        | 「二段跳び」                     | 歌麻呂     | 見良津健雄   | 4:48  |
| 4.        | 「パラダイス銀河」(Instrumental) |            |              | 4:50  |
| 5.        | 「MY BLUE SKY」(Instrumental)    |            |              | 4:07  |
| 6.        | 「二段跳び」(Instrumental)       |            |              | 4:46  |
| 合計時間: | 合計時間:                        | 合計時間:  | 合計時間:    | 27:25 |